# Richard Linz
Franz Richard Maria Joseph Linz (* 21. August 1814 in Koblenz; † 1. Februar 1893 in Trier) war ein preußischer Verwaltungsbeamter und Landrat des Landkreises Ottweiler.

## Leben
Richard Linz war ein Sohn von Wilhelm Goswin Mathias Linz, Generalsekretär der Rechtsfakultät, zuletzt Oberregierungsrat und dessen Ehefrau Anna Carolina Francisca Xaveria, geb. Gattermann. Nachdem er 1831 sein Reifezeugnis am Friedrich-Wilhelms-Gymnasiums in Trier abgelegt hatte, absolvierte er ab dem 2. November 1831 bis 1835 ein Studium der Rechtswissenschaften in Bonn (bis 1833) und Berlin (bis 1835). Noch im gleichen Jahr wurde er Auskultator beim Landgericht Trier (Vereidigung am 6. Mai 1835), sowie 1836 Regierungsreferendar bei der Regierung Trier und 1840 noch Regierungsassessor ebenfalls in Trier.
Am 1. Oktober 1842 wurde er zum kommissarischen Landrat des Landkreises Ottweiler ernannt, dem am 29. Mai 1846 die definitive Bestallung folgte. Nach seiner Beförderung zum Regierungsrat am 14. Juni 1851 war er bei der Regierung Aachen tätig, von wo er am 10. Januar 1855 zur Regierung Trier zurückversetzt wurde. Zum 1. Januar 1887 wurde Linz mit Dimissoriale vom 10. Oktober 1886 in den Ruhestand versetzt.

## Auszeichnungen
- 18. Januar 1850: Roter Adlerorden 4. Klasse[2]
- 31. Dezember 1873 Geheimer Regierungsrat

## Familie
Richard Linz heiratete am 21. März 1843 in Birkenfeld Bertha Weyrich (* um 1820 in Oberstein; † 13. Januar 1885 in Trier), Tochter des großherzoglich oldenburgischen Geheimen Rats Ludwig Weyrich und dessen Ehefrau Elise, geb. von Embden.